# Вустер (округ, Массачусетс)
Шаблон:StateAbbr_ 42°21′ пн. ш. 71°55′ зх. д. / 42.35° пн. ш. 71.91° зх. д.
Округ Вустер  (англ. Worcester County) — округ (графство) у штаті Массачусетс, США. Ідентифікатор округу 25027.

## Історія
Округ утворений 1731 року.

## Демографія
За даними перепису
2000 року
загальне населення округу становило 750963 осіб, зокрема міського населення було 606702, а сільського — 144261.
Серед мешканців округу чоловіків було 366921, а жінок — 384042. В окрузі було 283927 домогосподарств, 192423 родин, які мешкали в 298159 будинках.
Середній розмір родини становив 3,11.
Віковий розподіл населення поданий у таблиці:
| Стать    | До 15 років | 15-21 | 22-29 | 30-39 | 40-49 | 50-65 | 65-85 | Понад 85 |
| -------- | ----------- | ----- | ----- | ----- | ----- | ----- | ----- | -------- |
| Чоловіки | 83133       | 35468 | 34630 | 61093 | 60239 | 53403 | 35198 | 3757     |
| Жінки    | 78608       | 33988 | 35545 | 61733 | 60068 | 55086 | 49038 | 9976     |

## Суміжні округи
- Чешир, Нью-Гемпшир — північ
- Гіллсборо, Нью-Гемпшир — північ, північний схід
- Міддлсекс — схід, північний схід
- Норфолк — схід, південний схід
- Провіденс, Род-Айленд — південь, південний схід
- Віндем, Коннектикут — південь
- Толленд, Коннектикут — південь, південний захід
- Гемпден, Коннектикут — захід, південний захід
- Гемпшир — захід
- Франклін — захід, північний захід

## Персоналії
- Агнес Мургед (1900 — 1974) — американська акторка.

## Виноски
1. ↑  U.S. Decennial Census. United States Census Bureau. Архів оригіналу за 26 квітня 2015. Процитовано 16 вересня 2014.
2. ↑  Historical Census Browser. University of Virginia Library. Архів оригіналу за 11 серпня 2012. Процитовано 16 вересня 2014.
3. ↑  Population of Counties by Decennial Census: 1900 to 1990. United States Census Bureau. Архів оригіналу за 28 квітня 2015. Процитовано 16 вересня 2014.
4. ↑  Census 2000 PHC-T-4. Ranking Tables for Counties: 1990 and 2000 (PDF). United States Census Bureau. Архів оригіналу (PDF) за 18 грудня 2014. Процитовано 16 вересня 2014.
5. ↑  State & County QuickFacts. United States Census Bureau. Архів оригіналу за 22 липня 2011. Процитовано 26 серпня 2013.(англ.) Наведено за англійською вікіпедією.
6. ↑  American FactFinder. Бюро перепису населення США. Архів оригіналу за 26 лютого 2012. Процитовано 31 січня 2008.

| США | Це незавершена стаття з географії США. Ви можете допомогти проєкту, виправивши або дописавши її. |